# Julianaziekenhuis (Apeldoorn)
Het Julianaziekenhuis was een ziekenhuis dat gevestigd was aan de Sprengenweg in de Nederlandse stad Apeldoorn.

## Geschiedenis
De geschiedenis van het ziekenhuis begint in 1886. Aan de Sprengenweg werd in dat jaar, dankzij onder andere giften van koningin Emma en enkele welgestelde Apeldoorners, het eerste ziekenhuis van Apeldoorn gebouwd. Aan de Koning Lodewijklaan, dat vlak bij de Sprengenweg ligt, werd bovendien in 1887 het Kinderziekenhuis Mary gebouwd.
In 1936 gingen  deze ziekenhuizen samen verder onder de naam Julianaziekenhuis. Het oorspronkelijke particuliere ziekenhuis begon klein, met slechts acht bedden, maar door de groei van Apeldoorn ontstond er al snel ruimtegebrek. Het ziekenhuis werd daarom in de loop der jaren meerdere keren uitgebreid.
In de jaren 60 werden er naast het oorspronkelijke pand een groot nieuw beddenhuis en een zusterflat gebouwd die volledig aan de eisen van die tijd voldeden. Het oudste deel van het pand is later gesloopt.

## Fusies aan het eind van de 20e eeuw
In 1986 vond er een fusie plaats met het Lukasziekenhuis, een groot interconfessioneel ziekenhuis dat begin jaren 70 op de grens van Apeldoorn en Ugchelen gebouwd is. Beide ziekenhuizen gingen bij deze fusie door onder de naam "Ziekenhuiscentrum Apeldoorn". In 1999 volgde er weer een fusie, dit keer met het Spittaal in Zutphen, en werd de stichting Gelre Ziekenhuizen opgericht. 

## Sluiting
In 2003 werd het Lukasziekenhuis, dat na de fusie de hoofdlocatie van Gelre Ziekenhuizen in Apeldoorn was geworden, grondig verbouwd, uitgebreid en gemoderniseerd. Doordat deze verbouwing enige jaren in beslag nam, kon het Julianaziekenhuis pas in 2009 worden gesloten.
Na het sluiten van alle verpleegafdelingen is het gebouw nog enige tijd in gebruik geweest als diagnostisch centrum van het Gelre Ziekenhuis. In 2012 is uiteindelijk met de sloop van het Julianaziekenhuis en de naastgelegen zusterflat begonnen.
In 2019 is op het voormalige ziekenhuisterrein begonnen met woningbouw onder de naam Julianakwartier, als verwijzing naar de geschiedenis van Apeldoorns oudste ziekenhuis. 